# ダットサン・DBシリーズ
ダットサン・DBシリーズは日産自動車が1948年（昭和23年）から1954年（昭和29年）まで生産した小型乗用車で、それまでのDAシリーズの後継車にあたる。
デラックス・セダンとスタンダード・セダン(DSシリーズ)があり、シャシは同時期のダットサン・トラックと共有している。

## ダットサン・DB (1948年-1949年)
ダットサン・DBシリーズは1948年3月、戦後の日本車として初のモダンなスタイルを持った乗用車として登場。このデラックス・セダンは1947年型のアメリカの小型車クロスレイ・CCとそっくりなスタイルで、ボディの製造は中日本重工業(三菱重工)が担当した。いくつかの試作の末1948年8月より量産が開始された。シャシは戦前からのダットサン・2124トラックと共有されている。パワーユニットも戦前からの722cc 直列4気筒サイドバルブのタイプ7型エンジンを3速フロアシフトと組み合わせ搭載。 

## ダットサン・DB-2
1949年DBの外装を小改良したDB-2が登場。デザインの見直しによりボンネットからフロントマスクに続いていたキャラクターラインは廃され、フロントマスクはほぼ平面な形状となり、左右に分割していたフロントグリルはワンピースとなり(1950年に変更)、そのすぐ上にナンバープレートを設置。パワーユニットはDBから踏襲。ステーションワゴン・タイプのDW-2も設定された。

## 参照
1. ↑  http://www.mikipress.com/books/pdf/575.pdf
2. ↑  “NISSAN HERITAGE COLLECTION online”. nissan-heritage-collection.com. 2022年7月8日閲覧。